# Rattus verecundus verecundus
Rattus verecundus verecundus is een ondersoort van de rat Rattus sordidus die voorkomt op lage en middelmatige hoogte in Zuidoost-Nieuw-Guinea.
Dit is na R. v. unicolor de grootste ondersoort van R. verecundus. De vacht is minder zacht dan bij andere vormen. Vaak zitten er fijne stekels in de rugvacht. De rugvacht is donkerbruin of wat lichter. De buikvacht is grijs. De staart is bruin, maar soms tot een derde wit. De oren zijn bedekt met fijne, bruine haren. De kop-romplengte bedraagt 114 tot 168 mm, de staartlengte 129 tot 194 mm en de achtervoetlengte 29 tot 39 mm. Vrouwtjes hebben 1+2=6 mammae. De rugvacht van jonge dieren is donkerder, de buikvacht grijzer. Ook hebben jonge dieren geen stekels.